# Nacospatangus altus
Nacospatangus altus is een zee-egel uit de familie Maretiidae.
De wetenschappelijke naam van de soort werd in 1864 gepubliceerd door Alexander Agassiz.